# Autocatalisi
L'autocatalisi è un processo catalitico in cui il catalizzatore è rappresentato da uno degli stessi prodotti o intermedi di reazione in grado di agire sullo stadio lento della reazione chimica. Un tal genere di reazione viene detta autocatalitica.
Comuni esempi di autocatalisi sono rappresentati dalla peste dello stagno (una modificazione allotropica), la deplezione dello strato di ozono, il legame con l'ossigeno da parte dell'emoglobina e la reazione tra permanganato e acido ossalico (Mn2+ è l'autocatalizzatore).

## Velocità di reazione

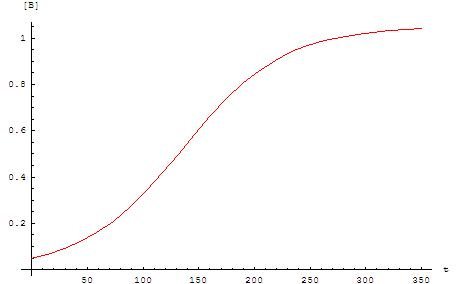
Curva sigmoide che mostra la variazione della concentrazione del prodotto in una reazione autocatalitica.

L'equazione cinetica per una generica reazione autocatalitica del secondo ordine
{\displaystyle A+B\rightarrow \;2B}
è {\displaystyle \ v=k[A][B]}.
La concentrazione dei reagenti A e B (B è anche il prodotto finale) varia in funzione del tempo rispettivamente secondo le relazioni
{\displaystyle [A]={\frac {[A]_{0}+[B]_{0}}{1+{\frac {[B]_{0}}{[A]_{0}}}e^{([A]_{0}+[B]_{0})kt}}}}
e {\displaystyle [B]={\frac {[A]_{0}+[B]_{0}}{1+{\frac {[A]_{0}}{[B]_{0}}}e^{-([A]_{0}+[B]_{0})kt}}}}
ricordando che {\displaystyle [A]_{0}} e {\displaystyle [B]_{0}} sono la concentrazioni iniziali di A e B.
Il grafico di queste equazioni corrisponde a una curva sigmoide, tipica delle reazioni autocatalitiche: all'inizio queste reazioni procedono lentamente a causa della scarsa presenza di catalizzatore (ancora poco B si è formato), la velocità di reazione aumenta progressivamente lungo il procedere della reazione in quanto aumenta la concentrazione di catalizzatore e infine rallenta nuovamente a causa della diminuzione di reagente (A è stato considerevolmente consumato). Quindi, se sperimentalmente si osserva che la concentrazione di un reagente o prodotto ha l'andamento di una curva sigmoide, è lecito supporre che la reazione sia autocatalitica.

## Ipotesi abiogenetiche
L'etologo britannico Richard Dawkins ipotizzò un ruolo fondamentale dell'autocatalisi nella spiegazione dell'abiogenesi. Lo scienziato cita esperimenti realizzati da Julius Rebek e colleghi presso The Scripps Research Institute della California nei quali combinarono ammino adenosina e un estere pentafluorofenilico con l'autocatalizzatore estere triacido ammino adenosina (AATE). Varianti di AATE hanno mostrato azione autocatalitica nei confronti della loro stessa sintesi. Questo esperimento dimostrò la possibilità che gli autocatalizzatori potessero mostrare competizione all'interno di una popolazione con caratteri di ereditarietà, il che può essere interpretato come forma rudimentale di selezione naturale.